# Арглайчяй
Арглайчяй (лит. Arglaičiai) — село в Расейняйському районі, знаходиться за 2 км від центру староства села Немакщяй, поруч з автомобільною дорогою А1 Вільнюс — Каунас — Клайпеда.
Згідно з переписом 2001 року в селі проживало 9 людей. Неподалік знаходяться хутори Дуобішке та Ґейденай.

## Принагідно
- мапа із зазначенням місцерозташування [Архівовано 13 травня 2016 у Wayback Machine.]

| Литва | Це незавершена стаття з географії Литви. Ви можете допомогти проєкту, виправивши або дописавши її. |